# Fast Ethernet

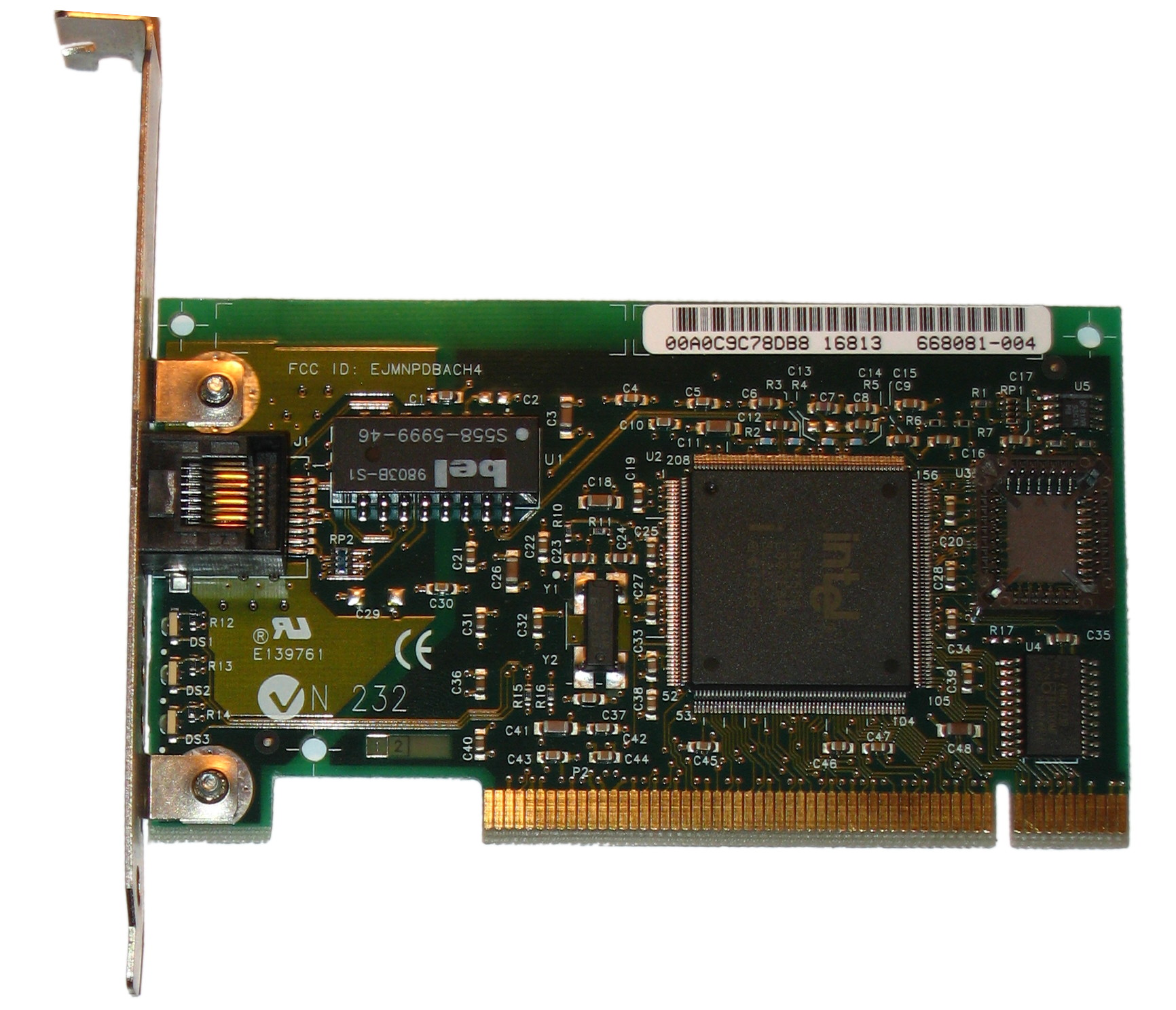
Intel PRO/100 Fast Ethernet PCI netwerkkaart

Fast Ethernet is een implementatie van ethernet die apparaten in staat stelt om te communiceren via een computernetwerk tegen een snelheid van 100 Mbps. Van alle Fast Ethernet-varianten is 100BASE-TX de meest gebruikte. Fast Ethernet werd geïntroduceerd in 1995 als de IEEE 802.3u-standaard en was gedurende drie jaar de snelste versie van ethernet, tot de introductie van Gigabit Ethernet.

## Beschrijving
De naam is afgeleid van de transmissiesnelheid van 100 megabit per seconde. BASE staat voor basisband, één signaalstroom over één geleider. De letter achter het streepje (T of F) duidt de fysische kabel aan die gebruikt wordt (T voor 'twisted pair' en F voor 'fiber'). Het laatste symbool (X, 4, …) geeft aan welke lijncodering gebruikt wordt. Fast Ethernet wordt soms aangeduid als 100BASE-X, waarbij de X staat voor de vele FX- en TX-varianten.
Fast Ethernet is een uitbreiding van de 10 megabit-ethernet-standaard. Het werkt met twisted-pair- of glasvezelkabel in een sternetwerkconfiguratie, vergelijkbaar met 10BASE-T. Fast Ethernet-apparaten zijn over het algemeen achterwaarts compatibel met bestaande 10BASE-T-systemen, waardoor plug-and-play-upgrades van 10BASE-T mogelijk zijn. De meeste switches en andere netwerkapparaten met poorten die geschikt zijn voor Fast Ethernet kunnen autonegotiatie uitvoeren, waarbij ze bij het detecteren van een 10BASE-T-apparaat de poort instellen op 10BASE-T-half-duplex als de 10BASE-T-apparatuur zelf geen autonegotiatie kan uitvoeren. De standaard specificeert het gebruik van CSMA/CD voor mediatoegangscontrole. Er is ook een full-duplex-modus gespecificeerd. In de praktijk gebruiken alle moderne netwerken Ethernet-switches en werken ze in full-duplex-modus, zelfs als er nog steeds oudere apparaten bestaan die half-duplex gebruiken.
Een Fast Ethernet-adapter kan logischerwijs worden onderverdeeld in een interface naar de fysieke laag (PHY) en een media access controller (MAC) die zich op laag 2 van het OSI-model bevindt en zich bezighoudt met problemen van mediumbeschikbaarheid. De MAC is doorgaans gekoppeld aan de PHY door een vier-bits-25MHz-, synchrone parallelle interface die bekend staat als de Media Independent Interface (MII), of door een twee-bits-50MHz-variant die een Reduced Media Independent Interface (RMII) wordt genoemd. In zeldzame gevallen kan de MII een externe verbinding zijn, maar meestal is het een verbinding tussen IC's in een netwerkadapter of zelfs twee secties binnen één IC. De specificaties zijn geschreven op basis van de veronderstelling dat de interface tussen MAC en PHY een MII zal zijn, maar deze is niet vereist. Fast Ethernet- of Ethernet-hubs kunnen de MII gebruiken om verbinding te maken met meerdere PHY's voor hun verschillende interfaces.
De MII legt de theoretische maximale snelheid voor alle versies van Fast Ethernet vast op 100 Mbps. In de praktijk ligt de snelheid op echte netwerken lager dan het theoretische maximum, vanwege de noodzakelijke header en trailer (met adresserings- en foutdetectiebits) van elk ethernet-frame, en de vereiste interpakketafstand tussen transmissies.

## Koper

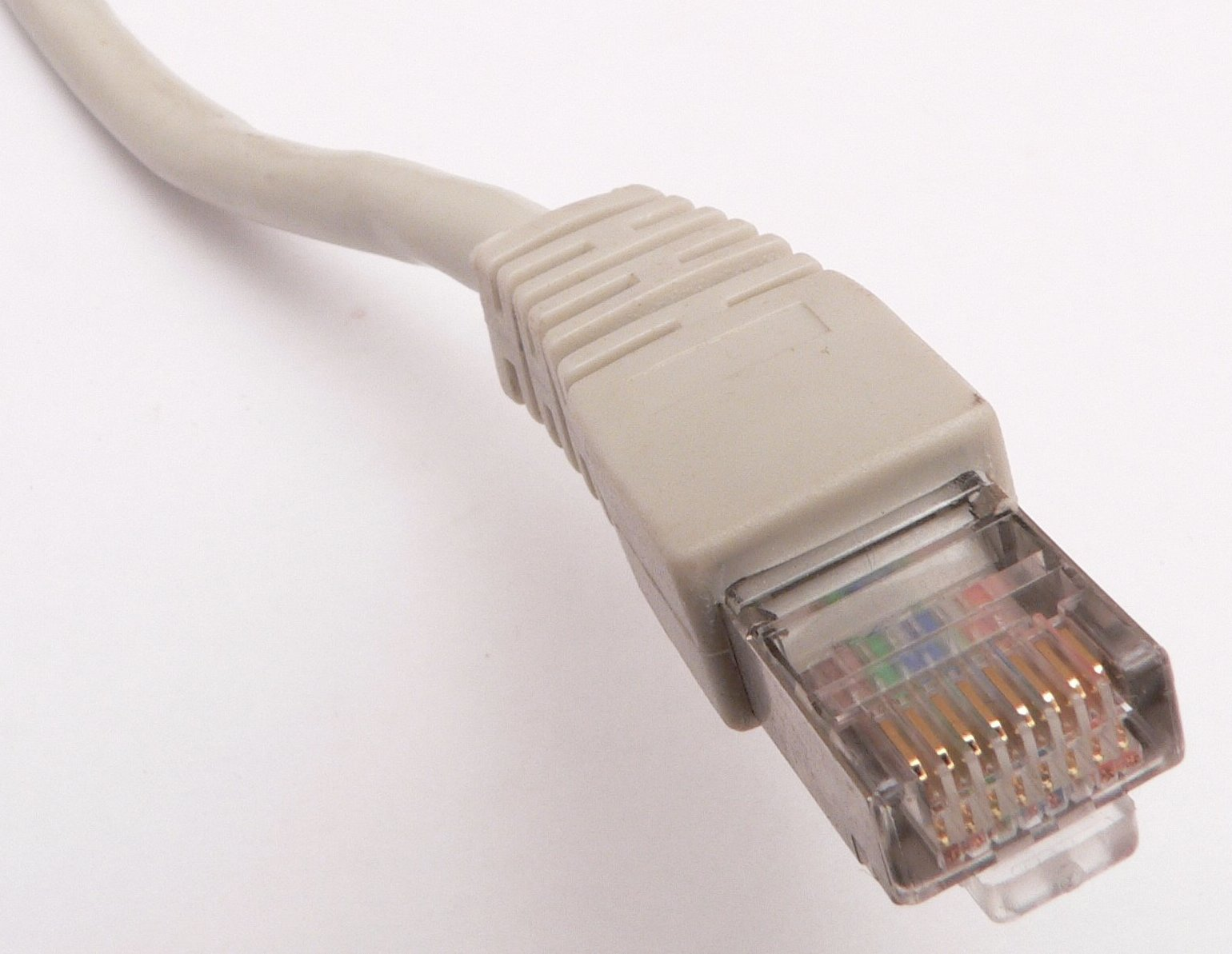
Cat5-kabel met RJ45-connector

Met 100BASE-T worden alle Fast Ethernet-varianten aangeduid die gebruik maken van twisted-pair-koperkabels met RJ45-connectoren. De maximale kabellengte bij 100BASE-T is beperkt tot 100 meter, net als bij 10BASE-T en gigabit Ethernet. Al deze varianten vallen onder de IEEE 802.3-standaard uit 1995. Bijna alle 100BASE-T-installaties zijn 100BASE-TX. 
100BASE-TXfull-duplex over twee kabelparen, vereist minstens een Cat5-kabel (IEEE 802.3 clausule 25, voorheen IEEE 802.3u)
100BASE-T1full-duplex over een kabelpaar, wordt gebruikt in de autoindustrie, IoT en M2M (IEEE 802.3bw-2015)
100BASE-T2full-duplex over twee kabelparen, vereist minstens een Cat3-kabel, wordt niet meer gebruikt (IEEE 802.3 clausule 32)
100BASE-T4half-duplex over vier kabelparen, vroege implementatie van Fast Ethernet, vereist minstens een Cat3-kabel, wordt niet meer gebruikt (IEEE 802.3 clausule 23)
100BaseVGhalf-duplex over vier kabelparen, gebruikt een token in plaats van CSMA/CD, vereist minstens een Cat3-kabel, wordt niet meer gebruikt (IEEE 802.12)

## Glasvezel

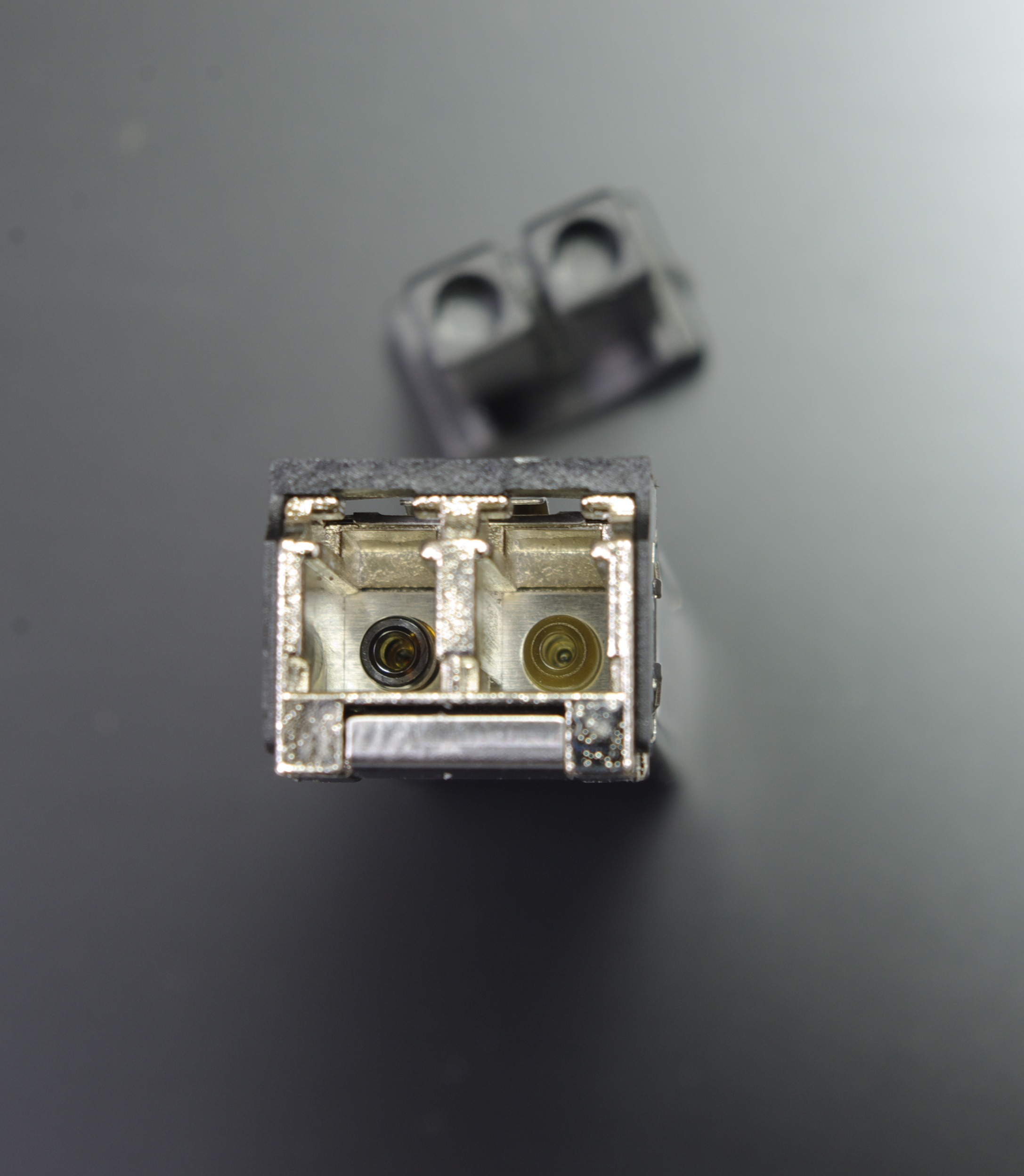
100BASE-FX multimode LC SFP transceiver

De optische Fast Ethernet-varianten maken gebruik van multimode- of single modeglasvezels. De interfaces kunnen vast of modulair zijn, vaak als small form-factor pluggable transceivers (SFP). 100BASE-X Ethernet is niet achterwaarts compatibel met 10BASE-F en ook  niet voorwaarts compatibel met 1000BASE-X.
100BASE-FXgebaseerd op FDDI over multimodeglasvezel en daarom niet compatibel met 10BASE-FL, de 10Mbps-versie over glasvezel (IEEE 802.3 clausule 26)
100BASE-LFXlijkt sterk op 100BASE-FX, maar bereikt grotere afstanden tot 4 à 5 km over een multimodeglasvezelpaar (geen formele standaard)
100BASE-SXalternatief voor 100BASE-FX voor kortere afstanden op basis van goedkopere optische componenten (led in plaats van laser), kan achterwaarts compatibel zijn met 10BASE-FL omdat het dezelfde golflengte gebruikt (TIA-785)
100BASE-LX10bereikt afstanden tot 10 km over een single modeglasvezelpaar (IEEE 802.3 clausule 58)
100BASE-BX10bereikt afstanden tot 10 km over een single modeglasvezel door de TX- en RX-signalen op dezelfde vezel in verschillende golflengten te splitsen (IEEE 802.3 clausule 58)
100BASE-EXlijkt sterk op 100BASE-LX10 maar bereikt langere afstanden tot 40 km over een single modeglasvezelpaar dankzij de hogere kwaliteit van de optische componenten (geen formele standaard maar een door de industrie geaccepteerde term)
100BASE-ZXbereikt afstanden van minimaal 70 km over een single modeglasvezel (geen formele standaard maar ondersteund door meerdere fabrikanten)